# In America
In America és una pel·lícula de 2002, dirigida per Jim Sheridan, coescrita per ell mateix i les seves filles Naomi i Kirsten. Al repartiment es troba Paddy Considine, Samantha Morton, Sarah Bolger, Emma Bolger i Djimon Hounsou.

## Argument
Originaris d'Irlanda Johnny i Sarah s'instal·len amb les seves dues filletes a Nova York. Són buscant una vida nova després de la mort del seu fill. Hi troben un artista turmentat.

## Repartiment
- Paddy Considine: Johnny
- Samantha Morton: Sarah
- Sarah Bolger: Christy
- Emma Bolger: Ariel
- Djimon Hounsou: Mateo

## Premis i nominacions[calcitació]

### Nominacions
- 2004. Oscar a la millor actriu per Samantha Morton
- 2004. Oscar al millor actor secundari per Djimon Hounsou
- 2004. Oscar al millor guió original per Jim Sheridan, Naomi Sheridan i Kirsten Sheridan
- 2004. Globus d'Or al millor guió per Jim Sheridan, Naomi Sheridan i Kirsten Sheridan
- 2004. Globus d'Or a la millor cançó original per Bono, Gavin Friday i Maurice Seezer amb "Time Enough For Tears"

## Producció
La pel·lícula està dedicada al germà del director/guionista Jim Sheridan, Frankie, que va morir a l'edat de deu anys. En una presentació al DVD de The Making of In America, Sheridan explica que Christy i Ariel estan basats en les seves filles (i coguionistes) Naomi i Kirsten. Diu que volien fer una pel·lícula mostrant com pot aprendre la gent a vèncer el seu dolor i viure de cara al futur en comptes de pensar en la tristor del passat.
Les localitzacions a Manhattan inclouen Hell's Kitchen, Times Square, el Lincoln Tunnel, i el 8th Street a l'East Village.
Els interiors es van rodar als Ardmore Studios en el Comtat de Wicklow a Irlanda. L'escena del recinte firal es va filmar al Carrer Parnell, de Dublín.
La banda sonora inclou cançons de The Lovin' Spoonful, Culture Club, The Corrs, The Byrds, Kid Creole and The Coconuts, Evan Olson, i The Langhorns.
La pel·lícula es va presentar al Festival de Cinema de Toronto del 2002. El 2003 es presentava al Festival de Cinema de Sundance, al Festival de Cinema Irlandès de Boston, el Festival de Cinema Tribeca, el Festival de Cinema d'Edimburg, el Festival de Cinema d'Hamburg, el Festival de Cinema de Varsòvia, el Festival Dinard de Cinema Britànic, i el Festival de Cinema d'Austin.

## Rebuda
En la seva ressenya en el New York Times, A.O. Scott la definia com una "pel·lícula modesta" i afegia, "molts dels [seus] elements. .. sembla que prometi un bany enganxós de sentimentalisme desvergonyit. Però en canvi, gràcies a la direcció elegant, escrupolosament sincera de Jim Sheridan i la intel·ligència del seu repartiment,  In America  és probable trencar les defenses dels espectadors més cínics...
Roger Ebert del Chicago Sun-Times,In America no és insensible als nous arribats (la pel·lícula té un cor càlid i francament vol commoure'ns), però és perceptiu al voltant de com de dur és ser pobre i desconegut en una terra nova."
La pel·lícula es va estrenar al Regne Unit el 31 d'octubre, on va recaptar 284.259 lliures el primer cap de setmana. S'estrenava als EUA el 28 de novembre. Finalment aconseguia en total 15,5 milions de dòlars als EUA i 9,8 milions en mercats exteriors, per a una taquilla mundial total de 25,3.